# Zonneweg (Amsterdam)
De Zonneweg is een straat in Amsterdam-Noord, Tuindorp Oostzaan.

## Geschiedenis
Het begon met de naamgeving van Zonneweg, Zonneplein en Kleine Zonneplein; de namen werden vastgelegd in het raadsbesluit van 26 oktober 1921. Drie plekken in de openbare ruimte werden aldus vernoemd naar de zon. Later volgden nog ’t Zonnehuis (1932) en de Nieuwe Zonneweg (1935). Veel later kwam daar nog bij het Zonnehof (1973), maar dat ligt hier ver vandaan in Amsterdam-Zuidoost. De straten en pleinen werden aangelegd op wat een kleine halve eeuw agrarisch terrein was. Dit deel van de Noorder IJpolder werd in 1921 door Oostzaan opgeofferd aan de expansiedrift van Amsterdam, dat woningen nodig had voor de sterk groeiende bevolking.

## Ligging
De straat begint aan de Meteorenweg, de hoofdverkeersroute in de wijk. Daarna loopt ze naar het noordoosten, waarbij ze na een poortwoning overgaat in het Zonneplein. Het lijkt er daarbij op dat de straat daar ook ophoudt. Het Zonnehuis blokkeert hier echter de straat. Even ten noorden van het Zonnehuis loopt de straat gewoon door om te eindigen op de Kometensingel, die de wijk omringt. Aan de zuidpunt van de straat gaat de straat ten zuiden van de Meteorenweg verder in de vorm van de Nieuwe Zonneweg, die op haar beurt ook eindigt op de Kometensingel. De weg is inclusief pleinen circa 450 meter lang.

## Gebouwen

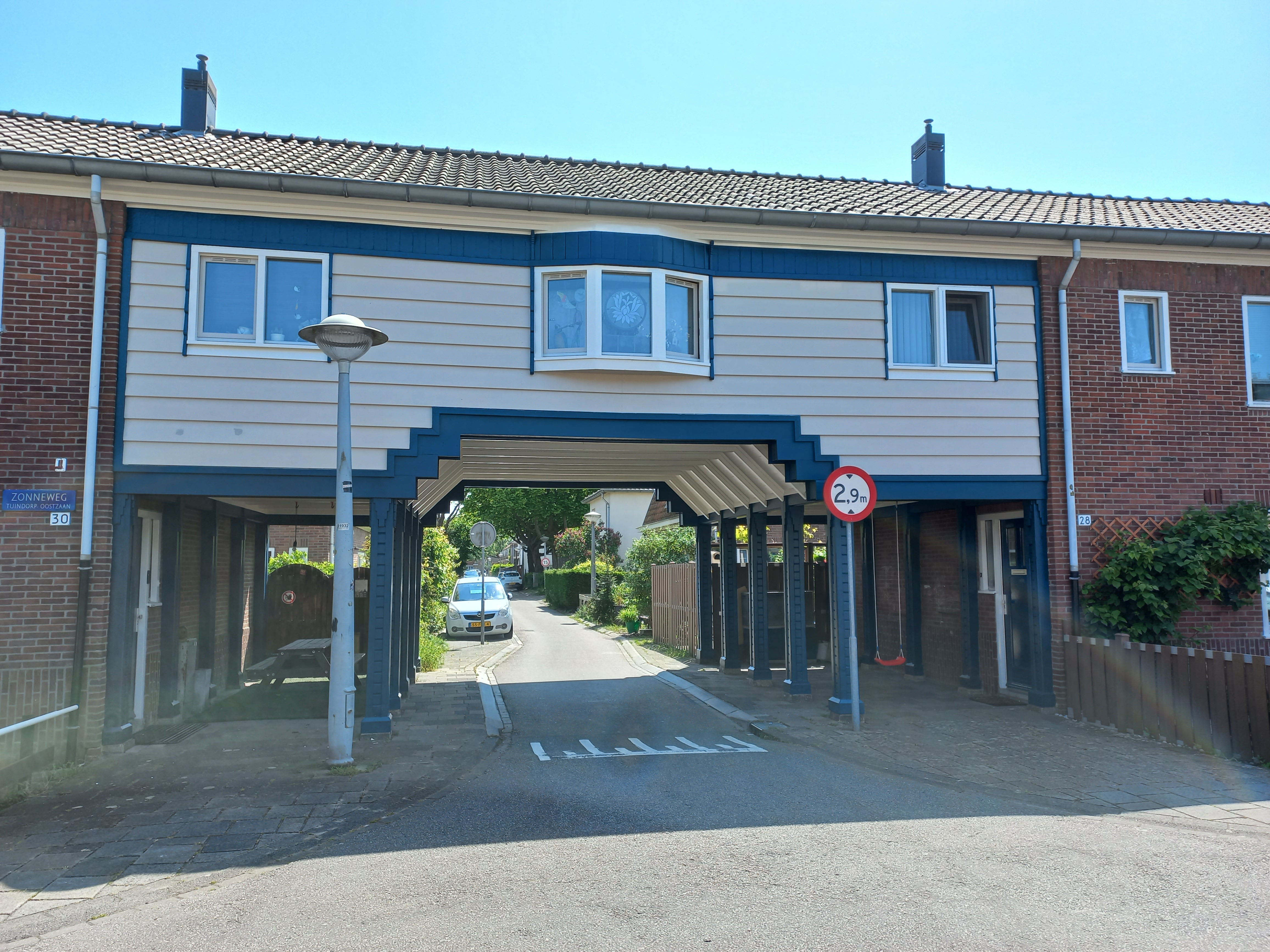
Eén van de poortwoningen (mei 2023)

Anders dan het Zonneplein kent de Zonneweg alleen maar, naar huidige maatstaven, kleine woningen. Architecten Berend Tobia Boeyinga en Jo Mulder ontwierpen bijna alles in de wijk en dus ook de stroken woningen uit 1922, hier en daar onderbroken door met hout beklede poortwoningen naar de zijstraten. De woningen in de stijl van de Amsterdamse School zijn eenvoudig van opzet. Het was de bedoeling dat ze tijdelijk zouden zijn, maar ze staan er na honderd jaar nog steeds. Het merendeel van de woningen aan de straat heeft geen beschermde status zoals die van gemeentelijk of rijksmonument; ze zijn ingedeeld in orde 3. De woningen gebouwd aan en in het poortgebouw naar het Zonneplein hebben bescherming; zij vallen onder het gemeentelijk monument van het plein. Het Zonnehuis zelf is dan weer een rijksmonument.    